# 徐大化
徐大化（1558年—？），字文明，号熙寰，羽林右衛軍籍，浙江承宣布政使司紹興府會稽縣（今浙江省紹興市）人，明朝政治人物，同進士出身。

## 生平
萬曆七年（1579年），徐大化中式順天鄉試第八十一名舉人。萬曆十一年（1583年）癸未科會試第一百七名，二甲名四十七進士。選翰林院庶吉士。萬曆十三年（1585年），改湖廣道監察御史。萬曆十五年，廵按陝西。萬曆十六年（1588年），廵按甘肅。同年升江西九江府知府。十九年丁外艰。
萬曆二十一年（1593年），因京察不合格降調。二十七年貶為汝州判官，二十八年升福建汀州府連城縣知縣，任內修建学宫，修建南北两个水闸，并修筑堡寨。萬曆三十年，他重修汤背寨城，改土墙为石墙，并设城门五座。并上疏请求减免浮粮，当地百姓感恩并在城管及新泉修建徐公祠祭祀。三十二年升大理寺右评事，三十四年升刑部主事，三十六年升河南司员外郎，三十九年京察去職。
泰昌元年（1620年）起補刑部江西司员外郎，結交魏忠賢，給事中周朝瑞劾其奸貪。天啟二年（1622年）正月，參劾熊廷弼，要求“速誅”，周朝瑞則針鋒相對，認為廷弼罪不宜誅，應戴罪立功，徐大化因與周朝瑞互相攻訐，遭到刑部尚書王紀的彈劾，本年辞官致仕。天啓四年（1624年）冬由中旨起復大理寺右寺丞，東林六君子楊漣等人因移宮案下獄，他向魏忠贤献计：“彼但坐移宮罪，則無贓可指。若坐納楊鎬、熊廷弼賄，則封疆事重，殺之有名。”。
天啓五年，升任大理寺左少卿。徐大化曾推薦邵輔忠、姚宗文、陸卿榮、郭鞏等人給魏忠賢，同年官至左副都御史，協理院事。天啟六年，擔任工部右侍郎，同年轉工部左侍郎。皇極殿成，加尚書衔。因貪得無厭，連魏忠賢都厌恶他。
天啟七年（1627年）四月，因挪用公款事發，被勒命停職。崇禎初年（1628年）魏黨敗，徐大化下狱。崇祯二年，崇祯帝钦定逆案，以“结交近侍，次等充军”，判徐大化等十九人戍边。徐大化在戍所去世。

## 家庭
曾祖父徐員；祖父徐浩；父親徐節。母劉氏。具庆下。兄徐大绶。弟徐大伸。子徐鼎，崇祯癸未进士。曾孫徐晋，康熙戊辰进士。

## 延伸阅读
[在维基数据编辑]
 《明史卷三百〇六》，出自《明史》